# Francesco Crescimone
Francesco Crescimone (* 1937 in Caltagirone, Provinz Catania) ist ein italienischer Dokumentarfilmer.

## Leben
Crescimone diplomierte 1964 am Centro Sperimentale di Cinematografia und widmete sich dann zunächst dem Kurzfilm (Beispiele sind Natale und Labirinto). Im selben Jahr assistierte er Giancarlo Zagni; 1967 inszenierte er Teile von Folco Lullis Gente d'onore. Von 1965 bis 1988 arbeitete er intensiv an Dokumentarfilmen und weiteren kurzen Streifen. Gelegentlich arbeitete er auch für das Theater und an Drehbüchern, auch für Fernsehstoffe, sowie regelmäßig als Autor von Prosa und Gedichten, seltener als Schauspieler.
1992 inszenierte er den Kinofilm in drei Episoden Il trittico di Antonello über soziale Probleme in Sizilien.

## Filmografie (Auswahl)
- 1992: Il trittico di Antonello